# 澎湖玄武岩自然保留區
澎湖玄武岩自然保留區位於台灣澎湖縣，包含錠鈎嶼、雞善嶼及白沙嶼3個無人島，主要的保育對象為當地特殊的玄武岩地形景觀。 
澎湖群島是台灣三大火山群之一，除了花嶼之外，各島大多由玄武岩組成。火山熔岩在冷卻時體積收縮，形成玄武岩的柱狀節理，呈現六角柱或多角柱結構。隨後由於海蝕及其他地形作用的影響，形成許多高低起伏、變化多端的柱狀玄武岩。
保留區位於黑潮支流、南海季風流、及潮汐流交會處，鄰近海域蘊藏豐富的漁類資源。鳥類大多為冬季候鳥和過境鳥，常見鳥種包括黃足鷸、大葦鶯和家燕等。夏季候鳥以蒼燕鷗和白眉燕鷗較多，其次為小燕鷗和紅燕鷗。澎湖縣野鳥學會2014年6月在保留區內的雞善嶼發現有黑嘴端鳳頭燕鷗在此繁殖，是馬祖列島、韭山列島後，確認的第三個繁殖地。

## 臺灣世界遺產潛力點

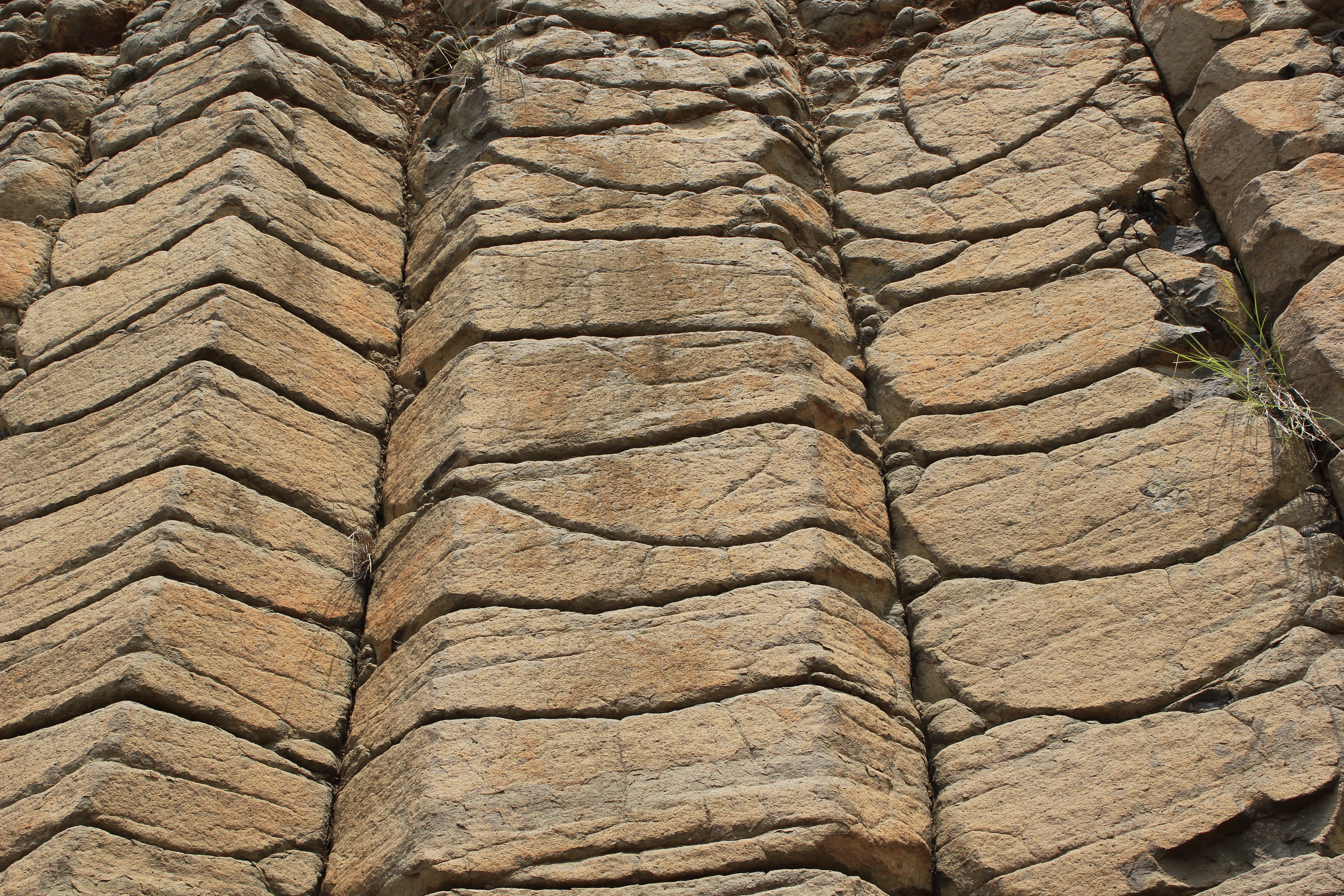
大菓葉柱狀節理玄武岩

「世界遺產」登錄工作有許多前瞻性的保存觀念，為使國人保存觀念與國際同步；2002年初，文化部（原：行政院文化建設委員會）陸續徵詢國內專家及函請縣市政府與地方文史工作室提報、推薦具「世界遺產」潛力點名單；其後於2002年召開評選會選出11處（2009年經會勘後,增加至17處)臺灣世界遺產潛力點,澎湖玄武岩自然保留區便是其中之一。
澎湖玄武岩自然保留區是由地底流出的火山熔岩冷卻形成後，形成各式的柱狀玄武岩。由玄武岩組成的島嶼受到海蝕作用形成海崖、海蝕洞、海蝕柱、海蝕溝等天然美景，其自然景觀，符合世界遺產登錄標準的第七項。
澎湖玄武岩自然保留的地質年代是臺灣海峽火山熔岩最活躍的年代，至今仍保留非常獨特與優美的玄武岩地景，其雄偉柱狀節理及豐富的地形變化符合世界遺產登錄標準的第八項。
澎湖玄武岩自然保留位處偏遠，海流湍急、岩壁陡峭，人跡罕至，每年4月至9月為保育類珍貴稀有鳥類的繁殖天堂，2002年更發現瀕臨絕種的海洋野生動物—綠蠵龜上岸產卵，極具研究與保育價值，符合世界遺產登錄標準的第十項。
過去錠鈎嶼、雞善嶼及白沙嶼常有漁民或遊客至島上撿拾鳥蛋，軍方亦於錠鈎嶼、雞善嶼實施炸射軍事訓練，因自1992年行政院農委會將其公告列入澎湖玄武岩自然保留區後，依照文化資產保存法第86條規定，軍方已停止此地的訓練；而地方主管機關亦有派員不定期巡視保留區，目前保留區內生物族群數量及產卵狀況已趨於穩定成長，達到保育效果。

## 外部連結
- 林務局自然保育網-澎湖玄武岩自然保留區 （页面存档备份，存于）
- 臺灣大百科全書-澎湖玄武岩自然保留區 （页面存档备份，存于）
- protectedplanet.net（英文）